# Cindy Klassen
Cynthia „Cindy“ Nicole Klassen, OM (* 12. August 1979 in Winnipeg, Manitoba) ist eine kanadische Eisschnellläuferin. Sie wurde 2006 Olympiasiegerin über 1500 Meter und gewann in ihrer Laufbahn insgesamt sechs olympische Medaillen sowie fünf Weltmeistertitel.
Klassen begann ihre Laufbahn als Eishockeyspielerin. Nachdem sie sich nicht für das kanadische Olympiateam 1998 qualifiziert hatte, wechselte sie zum Eisschnelllauf. Sie stieg innerhalb weniger Jahre in die Weltspitze auf und gewann 2002 ihre erste olympische Bronzemedaille über 3000 Meter, der vier Jahre später bei den Winterspielen 2006 in Turin fünf weitere Olympiamedaillen folgten, darunter Gold über 1500 Meter. Unter allen Olympiateilnehmern war sie damit in Turin die Athletin mit den meisten gewonnenen Medaillen. 2005 und 2006 lief Klassen auf mehreren Strecken Eisschnelllaufweltrekorde, 2006 wurde sie als kanadische Sportlerin des Jahres mit der Lou Marsh Trophy ausgezeichnet und erhielt außerdem die Oscar Mathisen Memorial Trophy. Ab den späten 2000er-Jahren hatte Klassen starke Knieprobleme. Nach einer beidseitigen Knieoperation im Sommer 2008 und einer einjährigen Rennpause konnte sie bei ihrer Rückkehr ins internationale Wettkampfgeschehen ab dem Winter 2009/10 nur noch eingeschränkt an ihre früheren Erfolge anknüpfen. Im Juni 2015 erklärte sie das Ende ihrer aktiven Sportkarriere. Sie ist seit 2017 Teil der Hall of Fame des kanadischen Sports.

## Werdegang

### Frühe Jahre (bis 2000)
Cindy Klassen stammt von mennonitischen Einwanderern in Manitoba ab. Sie wuchs als ältestes von vier Geschwisterkindern mit zwei Schwestern und einem Bruder im Bezirk North Kildonan im Norden der Provinzhauptstadt Winnipeg auf. Klassens Erziehung war christlich geprägt: Als Mitglied der mennonitischen Brüdergemeinde in Winnipeg besuchte sie das private Mennonite Brethren Collegiate Institute und machte dort 1997 ihren Schulabschluss.
In ihrer Kindheit und Jugend übte Klassen eine Vielzahl an Sportarten aus, darunter Rugby, Volleyball und Basketball. 1994 gehörte sie zum kanadischen Lacrosse-Team bei den Commonwealth Games in Victoria. Ihren Trainingsschwerpunkt legte sie auf den Eishockeysport, mit dem sie spielerisch bereits im Alter von zwei Jahren begonnen hatte. Weil Fraueneishockey in den 1980er- und frühen 1990er-Jahren kaum eigenständige Strukturen aufwies, spielte Klassen anfangs in den Ligen der Jungen. 1996 wurde sie als Abwehrspielerin in das neugegründete kanadische U19-Frauennationalteam aufgenommen und trainierte unter anderem gemeinsam mit der späteren vierfachen Olympiasiegerin Caroline Ouellette. Im Vorfeld des erstmals ausgetragenen olympischen Eishockeyturniers der Frauen 1998 in Nagano fand Klassen keine Berücksichtigung für die kanadische Auswahl. Sie fing in der Folge – dem Vorschlag ihrer Eltern folgend – mit Eisschnelllaufen an, weil sie eine Ergänzung zum Eishockey suchte („[A]ll I had was hockey. I needed something else to keep me busy“). Rückblickend auf ihre Laufbahn sagte Klassen, sie habe zunächst Widerwillen vor allem gegenüber den Rennanzügen beim Eisschnelllauf empfunden, dann aber eine Leidenschaft für die Sportart entwickelt. An die Stelle ihrer früheren Idole aus der National Hockey League seien Catriona LeMay Doan und die wie Klassen aus Winnipeg stammende Susan Auch getreten, die beide bei den Winterspielen 1998 olympische Medaillen im Eisschnelllauf holten.
In ihrer Anfangszeit als Eisschnellläuferin profitierte Klassen von der Kraft und der Schnelligkeit, die sie im Eishockey gelernt hatte, musste aber die im Eisschnelllauf benötigte Technik und Laufhaltung von Grund auf neu lernen. Anne Mushumanski, Klassens erste Trainerin beim Eislaufklub in Winnipeg, überzeugte die Athletin, das Eishockeytraining (das sie zunächst weiterverfolgt hatte) auszusetzen, um sich ganz auf den Eisschnelllauf zu konzentrieren. Laut Mushumanski eignete sich Klassen innerhalb der ungewöhnlich kurzen Zeit von weniger als zwei Jahren nach ihrem Eisschnelllauf-Trainingsbeginn im Herbst 1997 die Technik an, um in die Weltspitze vorzustoßen. Die Trainerin hob vor allem Klassens Fähigkeit hervor, genau das zu tun, was von ihr gefordert wurde, etwa wenn es darum ging, Zeitvorgaben einzuhalten.
Als weitgehend unbekannte Sportlerin lief Klassen im Februar 1999 bei der Juniorenweltmeisterschaft im norwegischen Geithus die schnellste Zeit über 1000 Meter und die drittschnellste Zeit über 500 Meter. Ein halbes Jahr später startete sie bei den Panamerikanischen Spielen 1999 in ihrer Heimatstadt Winnipeg im Inline-Speedskating, das sie gleichzeitig mit dem Eisschnelllauf als Trainingsmöglichkeit im Sommer angefangen hatte. Sie belegte dort den fünften Rang in der Sprintkombination. Klassen zog 1999 nach Calgary, wo sie im überdachten Olympic Oval bessere Trainingsbedingungen vorfand als auf ihrer Heimeisbahn in Winnipeg, die nur wenige Monate im Jahr genutzt werden konnte. In Calgary belegte sie im Dezember 1999 den zweiten Platz hinter Cindy Overland bei der nationalen Mehrkampfmeisterschaft und gab im Folgemonat (ebenfalls auf dem Olympic Oval) ihr Debüt im Eisschnelllauf-Weltcup. Als bestes Saisonergebnis erreichte Klassen im Februar 2000 einen siebten Rang im Weltcuprennen über 1500 Meter in Baselga di Piné. Außerdem nahm sie zum ersten Mal an Weltmeisterschaften der Erwachsenen teil: Bei der Mehrkampf-WM in Milwaukee platzierte sie sich auf Position 13, bei den Welttitelkämpfen auf Einzelstrecken in Nagano war ihr vorderstes Resultat ein zehnter Platz über 3000 Meter.

### Weltspitze (2000 bis 2008)

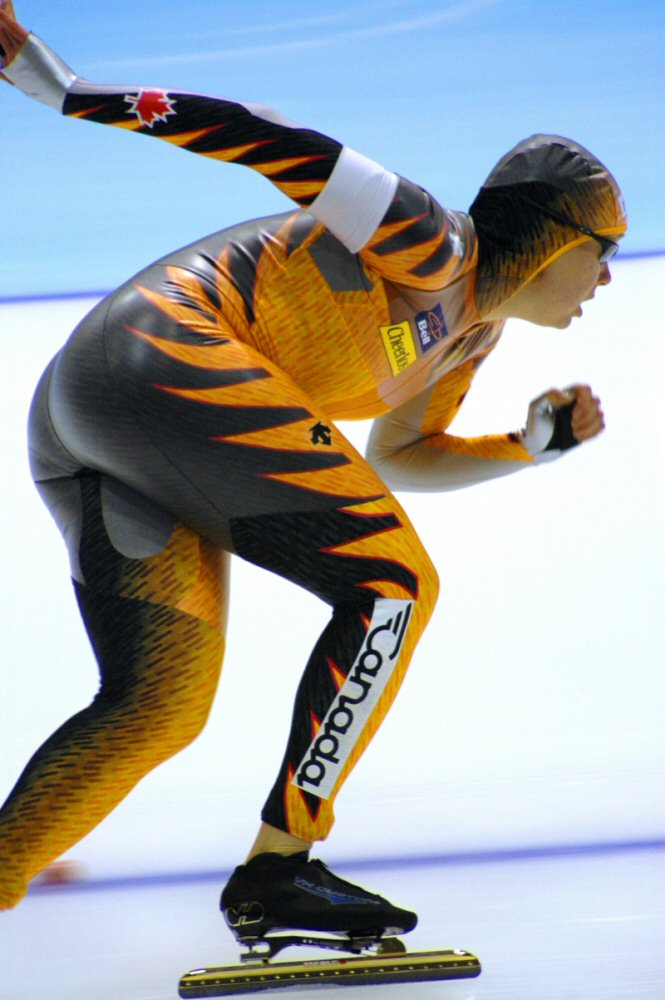
Klassen während der Mehrkampfweltmeisterschaft 2007 in Heerenveen

Ab 2000 war Cindy Klassen fester Bestandteil des kanadischen Eisschnelllauf-Nationalteams, nachdem sie im Jahr zuvor der kanadischen Juniorenauswahl angehört hatte. Sie feierte schnell nationale und internationale Erfolge: Im Januar 2001 errang sie ihren ersten kanadischen Meistertitel im Allround-Mehrkampf, dem in den folgenden Jahren acht weitere nationale Titel in Mehrkämpfen und auf Einzelstrecken folgten (2002: über 3000 sowie 5000 Meter, 2003 und 2005: im Sprint-Vierkampf, 2007: über 1000 sowie 1500 Meter, 2012 und 2013: über 5000 Meter). Ihre erste Weltmeisterschaftsmedaille gewann sie im März 2001, als sie bei der Einzelstrecken-WM in Salt Lake City Dritte über 1500 Meter wurde. Im Dezember 2001 stellte sie in Calgary einen kanadischen Rekord über 5000 Meter auf. Mit einer Zeit von 6:59,24 Minuten war sie (nach den Deutschen Gunda Niemann-Stirnemann sowie Claudia Pechstein) die dritte Eisschnellläuferin, die auf dieser Distanz unter der Sieben-Minute-Marke blieb.
Klassen zählte in den 2000er-Jahren sowohl auf den Sprintstrecken als auch auf den Langdistanzen zu den weltweit führenden Eisschnellläuferinnen. Diese Vielseitigkeit galt als ungewöhnlich, weil viele ihrer Konkurrentinnen stärker spezialisiert waren. 2002 qualifizierte sie sich auf allen fünf Einzelstrecken (500 Meter, 1000 Meter, 1500 Meter, 3000 Meter und 5000 Meter) für das kanadische Olympiateam bei den Winterspielen in Salt Lake City, verzichtete aber auf den Start im 500-Meter-Rennen, um sich auf die längeren Distanzen zu konzentrieren – über 3000 Meter gewann sie letztlich mit Bronze ihre erste olympische Medaille. Vier Jahre später holte Klassen bei den Olympischen Winterspielen 2006 in Turin fünf weitere Medaillen: Gold über 1500 Meter vor ihrer Teamkollegin Kristina Groves, Silber über 1000 Meter und in der erstmalig ausgetragenen Teamverfolgung sowie Bronze über 3000 Meter und über 5000 Meter. In der Teamverfolgung kam sie nur im Viertel- und im Halbfinale, nicht aber im Endlauf zum Einsatz, um sich für die später angesetzten Einzelrennen zu schonen. Klassen war die erste kanadische Sportlerin, die in ihrer Karriere sechs olympische Medaillen gewann. Bei der Schlussfeier der Olympischen Winterspiele 2006 trug sie die kanadische Fahne. Nach Olympia schloss Klassen einen mehrjährigen Sponsorenvertrag mit dem Telekommunikationsunternehmen Manitoba Telecom Services ab, dessen Gesamthöhe auf mehr als eine Million kanadische Dollar geschätzt wurde. Bereits vor den Winterspielen war sie eine Werbepartnerschaft mit dem Fast-Food-Konzern McDonald’s eingegangen.
Zwischen 2002 und 2007 stand Klassen insgesamt fünfmal auf dem Podest bei Mehrkampfweltmeisterschaften. 2003 in Göteborg sowie 2006 in Calgary gewann sie bei den Welttitelkämpfen die Goldmedaille. Sie war die erste kanadische Mehrkampfweltmeisterin seit Sylvia Burka, die den Titel 1976 errungen hatte. Klassens Erfolg in Calgary 2006 war mit den schnellsten Zeiten auf allen vier Teilstrecken und einem Punkteweltrekord im Mehrkampf verbunden. Bei den Einzelstreckenweltmeisterschaften 2005 in Inzell siegte Klassen über 1500 Meter und über 3000 Meter. Sie setzte sich dabei gegen Anni Friesinger beziehungsweise Claudia Pechstein durch. Insgesamt gewann Klassen zwischen 2001 und 2007 bei Mehrkampf-, Sprint- und Einzelstreckenweltmeisterschaften 16 Medaillen. Zudem lief sie 2005 und 2006 Weltrekorde über 1000 Meter, über 1500 Meter und über 3000 Meter, die über mehrere Jahre – im Fall der 3000-Meter-Bestzeit bis 2019 – Bestand hatten. Schon im Dezember 2001 übernahm Klassen die führende Position im Adelskalender, einer Rangliste, die alle persönlichen Bestzeiten der Eisschnellläuferinnen auf den vier im Mehrkampf gelaufenen Strecken berücksichtigt. Im Weltcup gewann sie Rennen über 1000 Meter, 1500 Meter sowie 3000 Meter (vergleiche Auflistung im Kapitel Weltcupsiege). In den Saisons 2002/03 sowie 2004/05 stand sie an der Spitze des 1500-Meter-Weltcugesamtklassements, 2005/06 triumphierte sie in der Langstreckenwertung der Serie, in die die Ergebnisse über 3000 Meter und 5000 Meter eingingen.
Als eine Schlüsselszene in ihrer sportlicher Laufbahn machte Klassen selbst einen Trainingsunfall im Oktober 2003 in Calgary aus. Dabei stürzte sie in einer Kurve und stieß mit einer anderen Läuferin zusammen, deren Schlittschuhkufe sich in ihren rechten Unterarm bohrte und dabei zwölf Sehnen sowie eine Arterie durchtrennte. Auch ihr Nervus ulnaris wurde beschädigt; noch mehr als zwei Jahre nach dem Unfall waren einzelne Finger ihrer rechten Hand in der Bewegung eingeschränkt. Klassen verpasste weite Teile der Saison 2003/04 und konnte nicht bei der Mehrkampfweltmeisterschaft 2004 antreten, um ihren im Vorjahr gewonnenen Weltmeistertitel zu verteidigen. Bei ihrer Rückkehr in den Weltcup im Februar 2004 erreichte sie wieder mehrere Podestergebnisse und gewann zum Saisonende zwei Medaillen bei den Einzelstreckenweltmeisterschaften 2004 in Seoul. Rückblickend sagte sie, durch die mehrmonatige Wettkampfpause sei sie nach den schnellen Entwicklungen der vorangegangenen Jahre zur Ruhe gekommen, ihr Körper habe das gebraucht. Klassen galt während ihrer Laufbahn als „Arbeitstier“. Unter ihrem Trainer Neal Marshall, der sie Mitte der 2000er-Jahre in ihrer erfolgreichsten Phase betreute, verfolgte sie ein intensives Trainingsprogramm.

### Knieoperation und letzte Karrierejahre (2008 bis 2015)

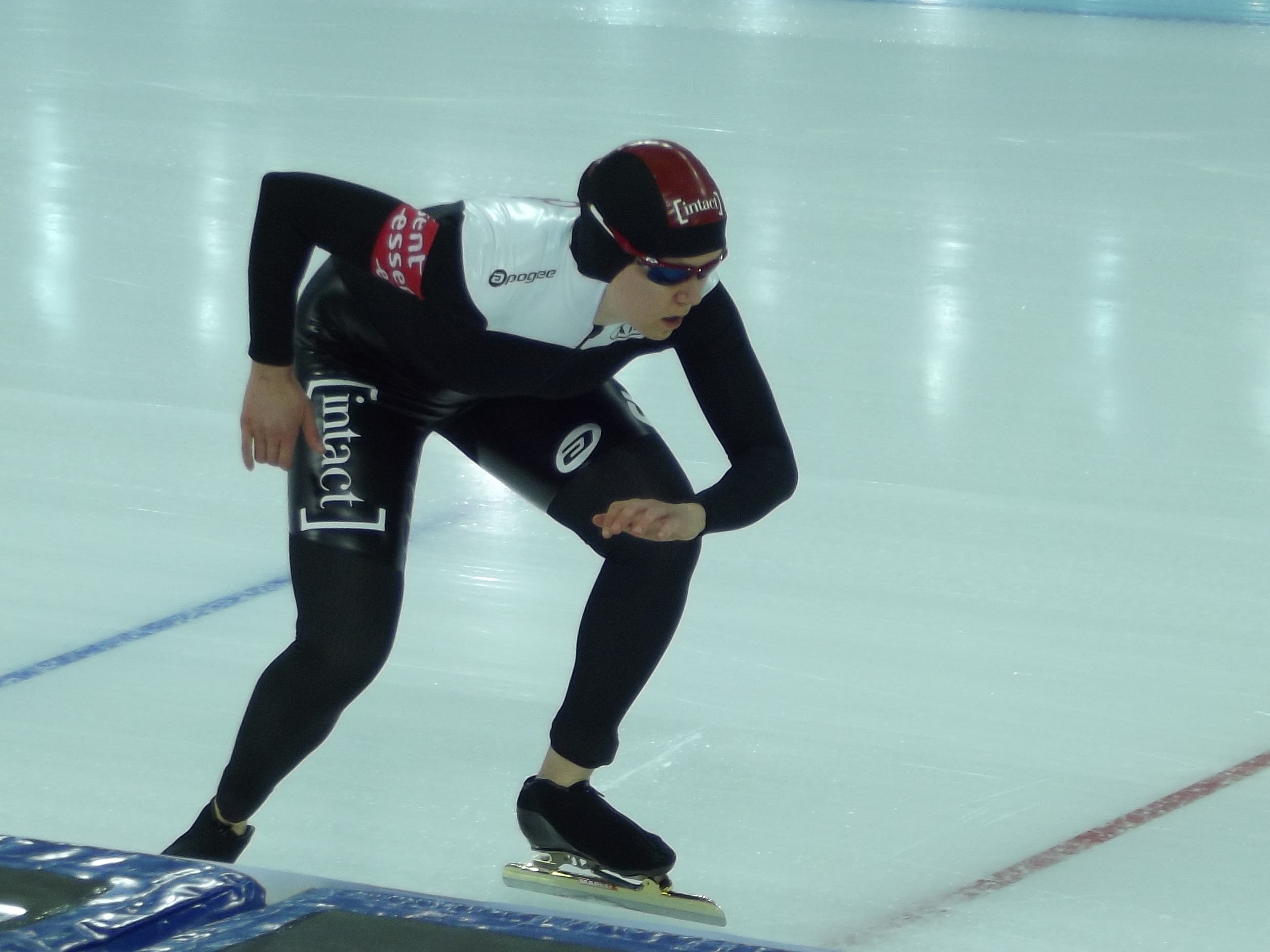
Klassen am Start der Einzelstreckenweltmeisterschaften 2013 in Sotschi

Anfang Februar 2008 brach Cindy Klassen ihre Wettkampfsaison vorzeitig ab, nachdem eine ihrer Schwestern in Winnipeg bei einem Autounfall schwere Verletzungen erlitten hatte. Im anschließenden Sommer ließ sie sich an beiden Knien arthroskopisch operieren und dabei Knorpelgewebe entfernen, das durch die stetige Belastung infolge der immer gleichen Bewegungsabläufe beim Eisschnelllaufen beschädigt worden war. Der gesundheitliche Schaden konnte durch die Operationen nicht vollständig behoben werden. Wegen der anhaltenden Knieprobleme musste Klassen ihren Laufstil anpassen, weil sie nicht mehr so viel Kraft wie zu Beginn ihrer Karriere aufbringen konnte und ständige Schmerzen verspürte. Insbesondere am Start und auf den ersten 200 Metern verlor sie in den letzten Jahren ihrer Laufbahn viel Zeit auf ihre Konkurrentinnen.
Nach ihrer Knieoperation begann Klassen im Januar 2009 mit dem erneuten Eistraining. Im November 2009 trat sie – nach einer mehr als anderthalbjährigen Wettkampfpause – wieder im Weltcup an und erreichte dort in den ersten Monaten neunte Plätze als beste Ergebnisse. Sie qualifizierte sich bei den kanadischen Ausscheidungsrennen für die Teilnahme an den Olympischen Winterspielen 2010 in Vancouver auf drei Strecken: über 1500 Meter, 3000 Meter und 5000 Meter, wohingegen sie die interne Qualifikation für das olympische 1000-Meter-Rennen verpasste. Bei den olympischen Wettbewerben im Richmond Olympic Oval platzierte sie sich zwischen den Rängen 12 und 21. In den folgenden Wintern lief Klassen wieder regelmäßig unter die ersten zehn. Im November 2010 stand sie in Heerenveen als Dritte über 3000 Meter nach drei Jahren wieder auf dem Podest eines Einzelweltcuprennens, bei den Mehrkampfweltmeisterschaften 2011 und 2012 wurde sie jeweils Fünfte. Ihre größten Erfolge erzielte Klassen in ihren abschließenden Karrierejahren in der Teamverfolgung. An der Seite von Christine Nesbitt und Brittany Schussler gewann sie bei den Einzelstreckenweltmeisterschaften 2011 in Inzell die Goldmedaille und damit ihren insgesamt fünften Weltmeistertitel. Ein Jahr später belegte das Trio bei den Welttitelkämpfen 2012 in Heerenveen den zweiten Rang hinter den niederländischen Athletinnen.
Ihre letzten internationalen Wettkämpfe bestritt Klassen bei der Einzelstrecken-WM 2013 in Sotschi, wo sie über 3000 Meter und 5000 Meter auf die Plätze 19 und 16 kam. Im Sommer 2013 zog sie sich während des Trainings auf Inlineskates eine Gehirnerschütterung zu und gab deswegen ihr Ziel auf, sich für die Olympischen Winterspiele 2014 zu qualifizieren. Sie setzte anschließend ihr Training aus. Am 20. Juni 2015 erklärte Klassen mit 35 Jahren im Rahmen einer Pressekonferenz in Winnipeg das Ende ihrer aktiven Laufbahn.

### Nach dem Ende der aktiven Laufbahn (seit 2015)

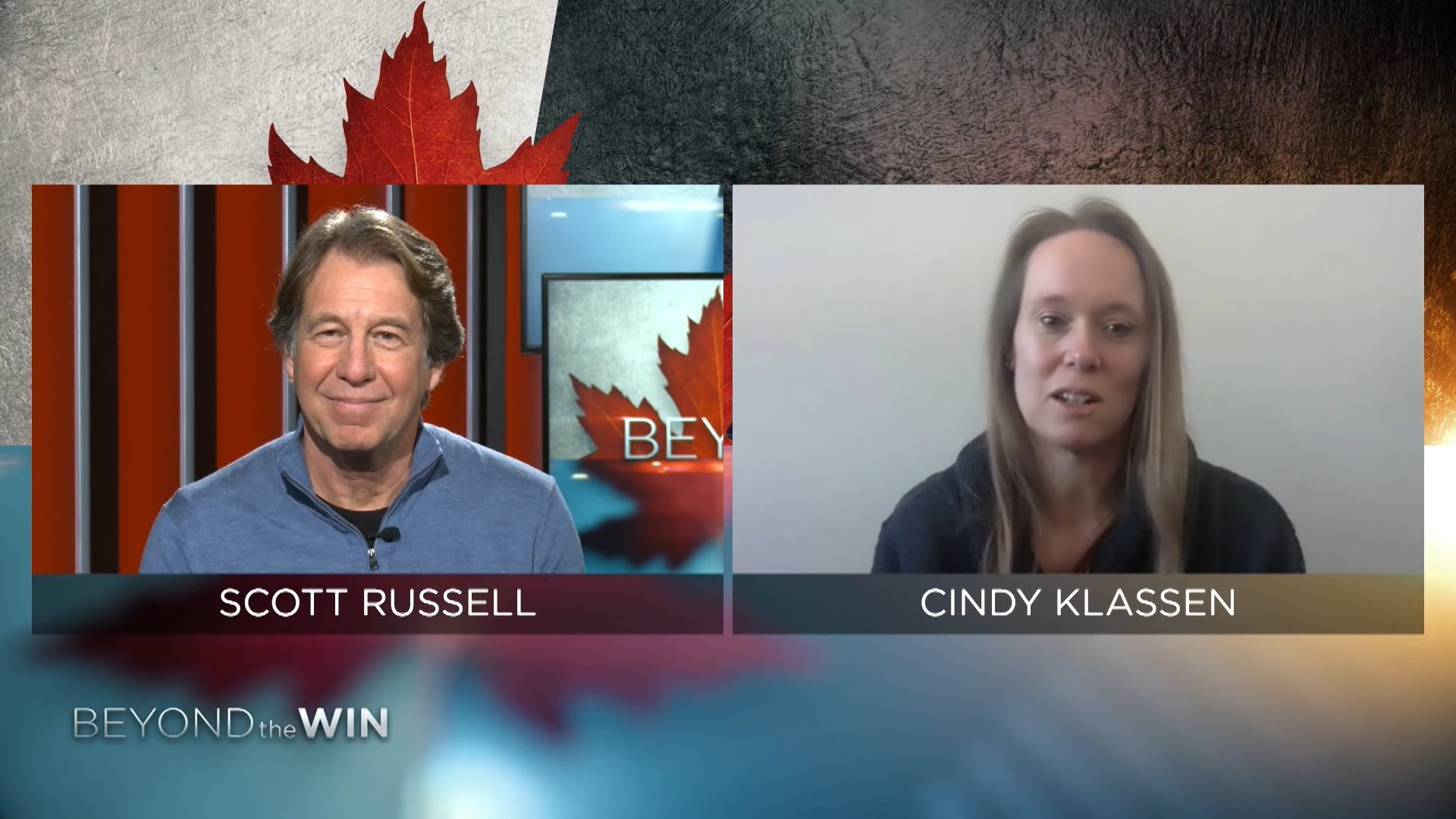
Cindy Klassen in einem Interview für Beyond The Win auf CBC Sports (2021)

In den Jahren nach ihrem Karriereende schloss Klassen ein grundständiges Psychologiestudium an der University of Calgary ab. Für einige Jahre arbeitete sie in Calgary als Polizistin. Sie beendete ihre Laufbahn bei der Polizei, als sie (etwa 2020) zum ersten Mal Mutter wurde. 2019 betreute sie – ohne Vorerfahrungen als Trainerin – die Eisschnellläuferinnen der Provinz Manitoba bei den Canada Games. Im Sommer 2022 berichtete die Winnipeg Sun anlässlich der Ehrung Klassens mit dem Hometown Star in Winnipeg, dass sie zu diesem Zeitpunkt mit ihrem Ehemann und ihrer Tochter in Airdrie im Ballungsraum von Calgary lebte.

## Persönliches

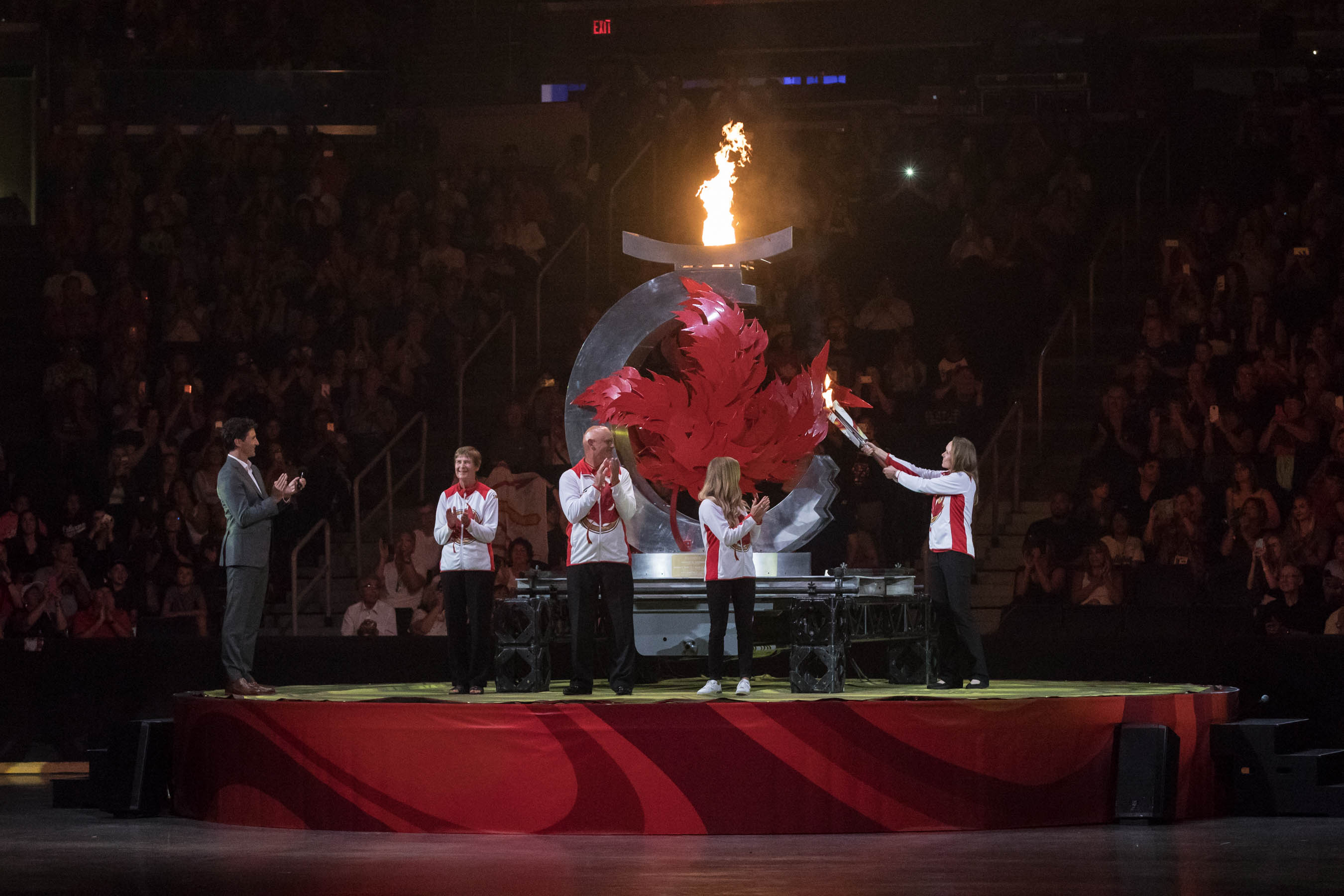
Bei den Canada Games im Sommer 2017 in Winnipeg entzündete Klassen (rechts im Bild) das zeremonielle Feuer im Rahmen der Eröffnungsfeier.

Kanadische Medien wie das Nachrichtenmagazin Maclean’s oder der Toronto Star charakterisierten Cindy Klassen als ausgesprochen schüchtern und bescheiden auftretende Sportlerin. Sie galt als Gegenentwurf zu ihrer langjährigen deutschen Konkurrentin Anni Friesinger, die wie Klassen Mitte der 2000er-Jahre sehr erfolgreich auf den Mittelstrecken war, sich aber öffentlich wesentlich stärker vermarktete. Ihre Teamkollegin Kristina Groves sagte 2006 über Klassen, in ihr stecke nichts auch nur im Ansatz Gemeines (im Original: „She doesn’t have a mean bone in her body“). Gleichzeitig sei sie für viele Leute schwer einzuschätzen („a hard one to crack“), weil sie ihre Gefühle auch nach Siegen kaum zur Schau trage. Besondere Wertschätzung unter ihren Mannschaftskameradinnen erfuhr Klassens hohe Arbeitsmoral.
Klassen betonte regelmäßig die Bedeutung ihres christlichen Glaubens. Bei der Pressekonferenz nach dem Gewinn der olympischen 1500-Meter-Goldmedaille 2006 hob sie hervor, wie wichtig es für sie sei, Zeit mit Gott zu verbringen. Sie beteiligte sich an Wohltätigkeitsprojekten und reiste etwa 2014 mit der Organisation Canadian Lutheran World Relief ins Westjordanland, um dort eine Sporthalle für palästinensische Frauen zu eröffnen.

## Auszeichnungen
Während ihrer aktiven Laufbahn erhielt Cindy Klassen nationale und internationale Ehrungen. Der nationale Eisschnelllaufverband Speed Skating Canada zeichnete sie erstmals 2001 (gemeinsam mit Catriona LeMay Doan) als Eisschnellläuferin des Jahres aus. Diesen Titel erhielt Klassen vier weitere Male: 2003 sowie 2005 bis 2007. 2005 und 2006 wählten sie kanadische Sportjournalisten zur Trägerin des Bobbie Rosenfeld Awards als beste (weibliche) kanadische Sportlerin des Jahres. Im Jahr ihrer olympischen Erfolge von Turin 2006 – nach denen der Präsident des Internationalen Olympischen Komitees Jacques Rogge sie als „Frau der Spiele“ hervorhob – wurde Klassen außerdem mit der Lou Marsh Trophy als (geschlechterübergreifend) beste Sportlerin Kanadas ausgezeichnet und in den Order of Manitoba aufgenommen. Der Oslo Skøiteklub verlieh ihr im März 2006 die Oscar Mathisen Memorial Trophy und würdigte insbesondere ihren überlegenen Sieg auf allen vier Distanzen bei der Mehrkampfweltmeisterschaft 2006 in Calgary. 2010 brachte die kanadische Münzprägeanstalt Royal Canadian Mint im Vorfeld der Winterspiele im eigenen Land 22 Millionen 25-Cent-Münzen (Quarters) in Umlauf, auf denen Klassen in Eisschnelllaufhaltung abgebildet ist.
Klassen ist Teil mehrerer Ruhmeshallen: 2014 wurde sie in die Canadian Olympic Hall of Fame aufgenommen, 2017 in die Hall of Fame des kanadischen Sports und in die Manitoba Sports Hall of Fame sowie 2018 in die Alberta Sports Hall of Fame. 2019 erhielt sie einen Stern auf dem Canada’s Walk of Fame in Toronto. In ihrer Heimatstadt Winnipeg sind eine Straße sowie ein Freizeitzentrum nach ihr benannt.

## Statistik

### Olympische Winterspiele
Cindy Klassen zählte von 2002 bis 2010 bei drei aufeinanderfolgenden Winterspielen zum kanadischen Aufgebot. Sie nahm an dreizehn Wettkämpfen teil, in denen sie sechs Medaillen, darunter eine goldene, gewann.
| Olympische Winterspiele | Olympische Winterspiele | 1000 m | 1500 m | 3000 m | 5000 m | Team |
| Jahr                    | Ort                     | 1000 m | 1500 m | 3000 m | 5000 m | Team |
| ----------------------- | ----------------------- | ------ | ------ | ------ | ------ | ---- |
| 2002                    | Salt Lake City          | 13.    | 4.     | 3.     | 4.     |      |
| 2006                    | Turin                   | 2.     | 1.     | 3.     | 3.     | 2.   |
| 2010                    | Vancouver               | –      | 21.    | 14.    | 12.    | DNS  |

### Einzelstreckenweltmeisterschaften
Zwischen 2000 und 2013 nahm Klassen an neun von elf in diesem Zeitraum ausgetragenen Einzelstreckenweltmeisterschaften teil. Bei 28 Starts erreichte sie 22 Mal die Top Ten und gewann elf Medaillen. Weltmeisterin wurde sie 2005 über 1500 Meter und 3000 Meter sowie 2012 in der Teamverfolgung.
| Einzelstrecken-WM | Einzelstrecken-WM | 500 m | 1000 m | 1500 m | 3000 m | 5000 m | Team |
| Jahr              | Ort               | 500 m | 1000 m | 1500 m | 3000 m | 5000 m | Team |
| ----------------- | ----------------- | ----- | ------ | ------ | ------ | ------ | ---- |
| 2000              | Nagano            | 21.   | 15.    | 12.    | 10.    | –      |      |
| 2001              | Salt Lake City    | –     | 7.     | 3.     | 4.     | –      |      |
| 2003              | Berlin            | –     | 3.     | 10.    | 11.    | –      |      |
| 2004              | Seoul             | –     | 3.     | 2.     | –      | –      |      |
| 2005              | Inzell            | –     | 4.     | 1.     | 1.     | –      | 2.   |
| 2007              | Salt Lake City    | –     | –      | 2.     | 3.     | –      | –    |
| 2011              | Inzell            | –     | –      | 8.     | 9.     | 7.     | 1.   |
| 2012              | Heerenveen        | –     | –      | 4.     | 6.     | 7.     | 2.   |
| 2013              | Sotschi           | –     | –      | –      | 19.    | 16.    | –    |

### Mehrkampfweltmeisterschaften
Von 2000 bis 2012 nahm Klassen an zehn Mehrkampfweltmeisterschaften teil und gewann dabei zwei Goldmedaillen, zwei Silbermedaillen und eine Bronzemedaille. Die folgende Tabelle zeigt ihre Zeiten – und in Klammern jeweils dahinter ihre Platzierungen – auf den vier gelaufenen Einzelstrecken sowie die sich daraus errechnende Gesamtpunktzahl nach dem Samalog und die Endplatzierung. Die Anordnung der Distanzen entspricht ihrer Reihenfolge im Programm der Mehrkampf-WM; lediglich 2002 wurden die 1500 Meter vor den 3000 Metern gelaufen.
| Mehrkampf-WM | Mehrkampf-WM | 500 m (in Sekunden) | 3000 m (in Minuten) | 1500 m (in Minuten) | 5000 m (in Minuten) | Punkte  | Platz |
| Jahr         | Ort          | 500 m (in Sekunden) | 3000 m (in Minuten) | 1500 m (in Minuten) | 5000 m (in Minuten) | Punkte  | Platz |
| 2000         | Milwaukee    | 40,51 (10)          | 4:18,46 (13)        | 2:03,24 (16)        | DNQ                 | 124,666 | 13.   |
| 2001         | Budapest     | 40,49 0(3)          | 4:23,38 0(6)        | 2:05,00 0(3)        | 7:25,78 (3)         | 170,630 | 4.    |
| 2002         | Heerenveen   | 39,16 0(2)          | 4:11,20 0(3)        | 1:56,88 0(2)        | 7:04,86 (2)         | 162,472 | 2.    |
| 2003         | Göteborg     | 40,16 0(2)          | 4:21,28 0(2)        | 2:05,10 0(3)        | 7:31,39 (3)         | 170,546 | 1.    |
| 2005         | Moskau       | 39,10 0(2)          | 4:08,19 0(5)        | 1:58,23 0(3)        | 7:13,39 (8)         | 163,214 | 2.    |
| 2006         | Calgary      | 37,51 0(1)          | 3:53,34 0(1)        | 1:51,85 0(1)        | 6:48,97 (1)         | 154,580 | 1.    |
| 2007         | Heerenveen   | 38,68 0(3)          | 4:05,24 0(3)        | 1:56,37 0(4)        | 7:04,11 (6)         | 160,754 | 3.    |
| 2010         | Heerenveen   | 40,63 (17)          | 4:11,42 (10)        | 2:00,26 (16)        | 7:11,03 (9)         | 165,722 | 11.   |
| 2011         | Calgary      | 39,25 (10)          | 4:02,55 0(6)        | 1:54,88 0(4)        | 6:59,54 (4)         | 159,922 | 5.    |
| 2012         | Moskau       | 40,02 (11)          | 4:07,50 0(5)        | 1:57,61 0(3)        | 7:09,23 (4)         | 163,396 | 5.    |

### Sprintweltmeisterschaften
Klassen gewann zwischen 2001 und 2007 bei vier Teilnahmen an Sprintweltmeisterschaften einmal Silber und einmal Bronze. Die folgende Tabelle zeigt ihre Zeiten – und in Klammern jeweils dahinter ihre Platzierungen – auf den vier gelaufenen Einzelstrecken sowie die sich daraus errechnende Gesamtpunktzahl nach dem Samalog und die Endplatzierung. Die Anordnung der Distanzen entspricht ihrer Reihenfolge im Programm der Sprint-WM.
| Sprint-WM | Sprint-WM      | 500 m 1. Rennen (in Sekunden) | 1000 m 1. Rennen (in Minuten) | 500 m 2. Rennen (in Sekunden) | 1000 m 2. Rennen (in Minuten) | Punkte  | Platz |
| Jahr      | Ort            | 500 m 1. Rennen (in Sekunden) | 1000 m 1. Rennen (in Minuten) | 500 m 2. Rennen (in Sekunden) | 1000 m 2. Rennen (in Minuten) | Punkte  | Platz |
| 2001      | Inzell         | 40,15 (19)                    | 1:18,79 (11)                  | 40,55 (19)                    | 1:19,36 (4)                   | 159,775 | 11.   |
| 2003      | Calgary        | 38,58 (10)                    | 1:15,16 0(3)                  | 38,41 (11)                    | 1:14,71 (2)                   | 151,925 | 2.    |
| 2005      | Salt Lake City | 38,30 (11)                    | 1:14,43 0(4)                  | 38,56 (17)                    | 1:14,47 (3)                   | 151,310 | 8.    |
| 2007      | Hamar          | 39,08 (16)                    | 1:15,57 0(3)                  | 38,76 0(8)                    | 1:15,49 (3)                   | 153,370 | 3.    |

### Weltcupbilanz
Klassen nahm zwischen 2000 und 2013 an etwa 150 Rennen des Eisschnelllauf-Weltcups teil, von denen sie insgesamt 20 gewann und 50 auf dem Podest beendete. (In dem folgenden tabellarischen Überblick fehlt Klassens Weltcupsieg im Mehrkampf in Erfurt im November 2002.)
| Platzierung         | 100 m | 500 m | 1000 m | 1500 m | 3000 m | 5000 m | 10.000 m | Team | Gesamt |
| ------------------- | ----- | ----- | ------ | ------ | ------ | ------ | -------- | ---- | ------ |
| 1. Platz            |       |       | 1      | 8      | 3      |        |          | 7    | 19     |
| 2. Platz            |       |       | 3      | 5      | 5      |        |          | 4    | 17     |
| 3. Platz            |       |       | 1      | 6      | 5      | 1      |          |      | 13     |
| Top 10              |       |       | 15     | 41     | 26     | 9      |          | 12   | 103    |
| Stand: Karriereende |       |       |        |        |        |        |          |      |        |

### Weltcupsiege
| Nr. | Datum         | Bahn                           | Ort            | Distanz           | Zeit/Leistung |
| --- | ------------- | ------------------------------ | -------------- | ----------------- | ------------- |
| 1.  | 10. Nov. 2002 | Vikingskipet                   | Hamar          | 1500 Meter        | 1:58,07 min   |
| 2.  | 16. Nov. 2002 | Gunda-Niemann-Stirnemann-Halle | Erfurt         | Kleiner Mehrkampf | 157,950 Pkt.  |
| 3.  | 17. Nov. 2002 | Gunda-Niemann-Stirnemann-Halle | Erfurt         | 1500 Meter        | 1:58,47 min   |
| 4.  | 24. Nov. 2002 | Thialf                         | Heerenveen     | 1500 Meter        | 1:57,72 min   |
| 5.  | 7. März 2003  | Thialf                         | Heerenveen     | 1500 Meter        | 1:57,70 min   |
| 6.  | 20. Nov. 2004 | Sportforum Hohenschönhausen    | Berlin         | 1500 Meter        | 1:56,81 min   |
| 7.  | 28. Nov. 2004 | Thialf                         | Heerenveen     | 1500 Meter        | 1:56,60 min   |
| 8.  | 18. Feb. 2005 | Thialf                         | Heerenveen     | 1500 Meter        | 1:56,02 min   |
| 9.  | 12. Nov. 2005 | Olympic Oval                   | Calgary        | 3000 Meter        | 3:55,75 min   |
| 10. | 18. Nov. 2005 | Utah Olympic Oval              | Salt Lake City | 3000 Meter        | 3:56,90 min   |
| 11. | 20. Nov. 2005 | Utah Olympic Oval              | Salt Lake City | 1500 Meter        | 1:51,79 min   |
| 12. | 4. März 2006  | Eisstadion Davos               | Heerenveen     | 3000 Meter        | 4:02,79 min   |
| 13. | 27. Jan. 2007 | Thialf                         | Heerenveen     | 1000 Meter        | 1:16,53 min   |

| Nr. | Datum         | Bahn                        | Ort           | Distanz          | Zeit        |
| --- | ------------- | --------------------------- | ------------- | ---------------- | ----------- |
| 1.  | 14. Nov. 2004 | Vikingskipet                | Hamar         | Teamverfolgung 1 | 3:05,49 min |
| 2.  | 20. Nov. 2004 | Sportforum Hohenschönhausen | Berlin        | Teamverfolgung 1 | 3:03,07 min |
| 3.  | 14. März 2010 | Thialf                      | Heerenveen    | Teamverfolgung 2 | 3:02,05 min |
| 4.  | 27. Nov. 2010 | Vikingskipet                | Hamar         | Teamverfolgung 3 | 3:00,90 min |
| 5.  | 20. Nov. 2011 | Uralskaja Molnija           | Tscheljabinsk | Teamverfolgung 3 | 3:02,07 min |
| 6.  | 4. Dez. 2011  | Thialf                      | Heerenveen    | Teamverfolgung 3 | 3:00,01 min |
| 7.  | 11. März 2012 | Sportforum Hohenschönhausen | Berlin        | Teamverfolgung 3 | 3:01,03 min |

### Persönliche Bestzeiten
Cindy Klassen lief ihre persönlichen Karrierebestzeiten im Winter 2005/06 auf dem Utah Olympic Oval in Salt Lake City und dem Olympic Oval in Calgary.
| Strecke | Zeit        | Datum             | Ort            |
| ------- | ----------- | ----------------- | -------------- |
| 500 m   | 37,51 s     | 18. März 2006     | Calgary        |
| 1000 m  | 1:13,11 min | 25. März 2006     | Calgary        |
| 1500 m  | 1:51,79 min | 20. November 2005 | Salt Lake City |
| 3000 m  | 3:53,34 min | 18. März 2006     | Calgary        |
| 5000 m  | 6:48,97 min | 19. März 2006     | Calgary        |

### Weltrekorde
Klassen stellte zwischen 2001 und 2006 insgesamt 14 Einzel-Weltrekorde auf, davon sieben in Mehrkämpfen, drei auf der 1500-Meter-Distanz sowie jeweils zwei über 1000 und 3000 Meter. Hinzu kommen zwei Weltrekorde in der Teamverfolgung (jeweils zusammen mit Kristina Groves und Clara Hughes).
- Disziplin: Länge der gelaufenen Strecke beziehungsweise Austragungsform des Mehrkampfs.
- Zeit/Punkte: Gelaufene Zeit in Minuten beziehungsweise (bei Mehrkämpfen) erreichte Punktzahl nach dem Samalog.
- Datum: Datum des Weltrekords. Bei Weltrekorden im Mehrkampf entspricht das angegebene Datum dem letzten Tag des Mehrkampfs.
- Ort: Eisbahn und Ort des Weltrekords.
- Bestand: Dauer des Zeitraums, in dem der Rekord Gültigkeit besaß.
- Nachfolgerin: Läuferin, die den angegebenen Rekord als erste unterbot. In den Fällen, in denen Klassen ihren Rekord selbst verbesserte oder einstellte, ist ihr eigener Name vermerkt.

| Nr. | Disziplin         | Zeit/Punkte | Datum         | Ort                                   | Bestand               | Nachfolgerin                                  |
| --- | ----------------- | ----------- | ------------- | ------------------------------------- | --------------------- | --------------------------------------------- |
| 1   | Mini-Mehrkampf    | 155,576     | 17. März 2001 | Olympic Oval (Calgary)                | 5 Jahre und 288 Tage  | Cindy Klassen                                 |
| 2   | Kleiner Mehrkampf | 159,723     | 26. Jan. 2003 | Utah Olympic Oval (Salt Lake City)    | 1 Jahr und 349 Tage   | Cindy Klassen                                 |
|     | Teamverfolgung    | 3:08,79     | 16. Feb. 2003 | Stadio del Ghiaccio (Baselga di Pinè) | 1 Jahr und 272 Tage   | Hughes, Klassen, Groves (Kanada)              |
| 3   | Teamverfolgung    | 3:05,49     | 14. Nov. 2004 | Vikingskipet (Hamar)                  | 6 Tage                | Hughes, Klassen, Groves (Kanada)              |
| 4   | Teamverfolgung    | 3:03,07     | 20. Nov. 2004 | Sportforum Hohenschönhausen (Berlin)  | 358 Tage              | Friesinger, Anschütz, Pechstein (Deutschland) |
| 5   | 1500 Meter        | 1:53,87     | 9. Jan. 2005  | Utah Olympic Oval (Salt Lake City)    | 292 Tage              | Cindy Klassen                                 |
| 6   | Kleiner Mehrkampf | 159,605     | 9. Jan. 2005  | Utah Olympic Oval (Salt Lake City)    | 13 Tage               | Cindy Klassen                                 |
| 7   | 1500 Meter        | 1:53,77     | 28. Okt. 2005 | Olympic Oval (Calgary)                | 9 Tage                | Anni Friesinger                               |
| 8   | 3000 Meter        | 3:55,75     | 12. Nov. 2005 | Olympic Oval (Calgary)                | 126 Tage              | Cindy Klassen                                 |
| 9   | 1500 Meter        | 1:51,79     | 20. Nov. 2005 | Utah Olympic Oval (Salt Lake City)    | 9 Jahre und 360 Tage  | Brittany Bowe                                 |
| 10  | Kleiner Mehrkampf | 157,177     | 22. Jan. 2006 | Olympic Oval (Calgary)                | 56 Tage               | Cindy Klassen                                 |
| 11  | 3000 Meter        | 3:53,34     | 18. März 2006 | Olympic Oval (Calgary)                | 12 Jahre und 349 Tage | Martina Sáblíková                             |
| 12  | Kleiner Mehrkampf | 154,580     | 19. März 2006 | Olympic Oval (Calgary)                | 18 Jahre und 362 Tage | aktuell gültig (Stand 2023)                   |
| 13  | 1000 Meter        | 1:13,46     | 24. März 2006 | Olympic Oval (Calgary)                | 1 Tag                 | Cindy Klassen                                 |
| 14  | 1000 Meter        | 1:13,11     | 25. März 2006 | Olympic Oval (Calgary)                | 5 Jahre und 309 Tage  | Christine Nesbitt                             |
| 15  | Sprint-Mehrkampf  | 149,305     | 25. März 2006 | Olympic Oval (Calgary)                | 5 Jahre und 310 Tage  | Yu Jing                                       |
| 16  | Mini-Mehrkampf    | 155,456     | 30. Dez. 2006 | Olympic Oval (Calgary)                | 316 Tage              | Christine Nesbitt                             |

Der Team-Weltrekord im Februar 2003 erfuhr keine offizielle Bestätigung durch die ISU.